# 経営判断の原則
経営判断の原則（けいえいはんだんのげんそく、英:business judgement rule）とは、株式会社の取締役などの経営者が行った判断を事後的に裁判所が審査することについて一定の限界を設ける原則である。
もとは、判例法から生まれたアメリカ合衆国の会社法上の原則であり、一定の基準を満たした主張がなされた場合を除き、株式会社（コーポレーション）の取締役会が会社の経営に際して行った行為の審査を、裁判所が行うことを否定する法理である。この原則は、多くの国に影響を与え、アメリカ合衆国に限定されずに例えば日本においても形を変えて採用されている。

## アメリカ合衆国における経営判断の原則
ここでいう一定の基準を満たした主張とは、取締役の善管注意義務違反、忠実義務違反もしくは誠実義務違反、または、取締役の決定に合理的根拠がないことの主張、が含まれる。裁判所は合理的根拠を有するかどうかの判断を取締役の誠実義務の一部として分析することが多い。
本原則の効果として、会社の取締役会に有利な強い推定が認められることから、取締役会の構成員が、結果として会社を害することになってしまった決定について責任を問われる可能性が低くなる。端的に言えば、本原則は、単に適切ではない経営上の判断によって取締役会が法的手続に訴えられないようにするために存在する。デラウェア州の最高裁判所によれば、もし会社の取締役が必要な情報を得た上で、その会社の最大の利益になると正直に信じて行った場合には、裁判所は何が経営上の判断として正しいか、そうでないかについて、裁判所自身の見解を持ち出さない、ということになる。
この原則の根拠としては、本来リスクがあるビジネスの世界で、日常的に訴訟を起こされる不安があるとすれば取締役の判断に影響を与えることになるが、そのような不安なしに取締役がリスクをとれるようにする必要がある、と裁判所が考えていることが挙げられる。
本原則による推定は、原告によって覆すことができる。典型的には、買収防衛策の採用などにあたって、前提となる脅威の認識が不合理であるとの主張、認識した脅威と釣り合わない対抗手段であることの主張などが認められた場合があり、そのほかにも、経営者が選んだ選択肢を株主に強要するものである、との主張が認められた場合には本原則の推定を覆すことができる。
本原則を満たすためのガイドラインとしては、判決において、取締役は、業務において自己の利益と反する状況に巻き込まれず、必要な情報を得た上で、誠実に会社の最大の利益のために行動すべき、ということが指摘されている。

## 日本における経営判断の原則
日本では、取締役は会社との関係で受任者の立場にあり、善管注意義務・忠実義務を負っている。
取締役は、業務執行の決定または業務執行の決定への関与に関して、一定の裁量を有していると考えられている。元来、経営にあたってはリスクが伴うのが常であり、結果的に会社が損害を負った場合に、事後的に経営者の判断を審査して取締役などの責任を問うことを無限定に認めるならば、取締役の経営判断が不合理に萎縮されるおそれがある。
かかる法理は明文の規定があるわけではないが、近時は最高裁判所によるものを含む判例にもその考え方は用いられていると理解されている。具体的には、判断時の状況を前提とし、関連業界の通常の経営者を基準として、判断の前提たる事実認識を不注意で誤ったか、あるいは、事実に基づく判断が著しく不合理であった場合でなければ、取締役の善管注意義務違反を認めない、という法理として一般化されている。